# Sách:Linkin Park
Bản mẫu:Saved book

## Linkin Park

### Cẩm nang Hoàn chỉnh
Tổng quan
Linkin Park
Danh sách đĩa nhạc
Giải thưởng và đề cử
Thành viên
Chester Bennington
Brad Delson
Joseph "Mr." Hahn
Mike Shinoda
Dave Farrell
Rob Bourdon
Album phòng thu
Hybrid Theory
Meteora
Minutes to Midnight
A Thousand Suns
Living Things
The Hunting Party
One More Light
Album phối lại
Reanimation
Collision Course
Album trực tiếp
Live in Texas
Road to Revolution: Live at Milton Keynes
EP
Hybrid Theory
Album video
Frat Party at the Pankake Festival
Đĩa đơn
"One Step Closer"
"Crawling"
"Papercut"
"In the End"
"Pts.OF.Athrty"
"Somewhere I Belong"
"Faint"
"Numb"
"From the Inside"
"Lying from You"
"Breaking the Habit"
"Numb/Encore"
"What I've Done"
"Bleed It Out"
"Shadow of the Day"
"Given Up"
"Leave Out All the Rest"
"New Divide"
"The Catalyst"
"Waiting for the End"
"Burning in the Skies"
"Iridescent"
"Burn It Down"
"Lost in the Echo"
"Powerless"
"Castle of Glass"
"A Light That Never Comes"
"Guilty All The Same"
Bài hát khác
Runaway
It's Goin' Down
We Made It
Lưu diễn
A Thousand Suns World Tour
Ban nhạc và album phụ
Dead by Sunrise
Fort Minor
The Rising Tied
Bài viết liên quan
Projekt Revolution
Music for Relief
Download to Donate for Haiti
8-Bit Rebellion!